# یورگ هاینریش
یورگ هاینریش (به آلمانی: Jörg Heinrich) بازیکن فوتبال و مدافع اهل آلمان است که از سال ۱۹۹۵ میلادی عضو تیم ملی فوتبال آلمان بوده‌است. وی در ۳۷ بازی ملی حضور داشته است و آخرین بازی ملی خود را در سال ۲۰۰۲ میلادی انجام داد. یورگ هاینریش در بازی‌های ملی‌اش ۲ گل به ثمر رساند.